# Колонна (Лацио)
Колонна (итал. Colonna) — коммуна в Италии, располагается в регионе Лацио, подчиняется административному центру Рим.
Население составляет 4053 человека, плотность населения составляет 1158,0 чел./км². Занимает площадь 3,50 км². Почтовый индекс — 030. Телефонный код — 06.
Покровителем населённого пункта считается Николай Чудотворец.